# Ladoffa guttata
Ladoffa guttata är en insektsart som beskrevs av Victor Antoine Signoret 1854. Ladoffa guttata ingår i släktet Ladoffa och familjen dvärgstritar. Inga underarter finns listade i Catalogue of Life.